# Centro de Arte Contemporáneo de Huarte
El Centro de Arte Contemporáneo de Huarte es un centro de producción, creación e investigación de arte contemporáneo situado en el municipio de Huarte, en Navarra. 
El Centro presenta una programación de exposiciones y actividades vinculadas a la difusión del arte contemporáneo, tanto artes plásticas como escénicas, diseño, música o cine. Este programa se articula a través de residencias artísticas, laboratorios de experimentación, proyectos formativos y de investigación, exposiciones de artistas nacionales e internacionales, así como talleres y actividades didácticas.

## Historia
Inaugurado en octubre de 2007, cuenta con 6500 m2 y es el primer equipamiento de Navarra diseñado específicamente para promover el arte contemporáneo a través de exposiciones, actividades y residencias, prestando especial atención al arte actual, el arte emergente y la creación multidisciplinar.